# Нони
Нони (Morinda Citrifolia из породице Rubiaceae) се у народној медицини користи преко 2000 година. To је зимзелено стабло које расте на Пацифичким острвима, у Аустралији и Индији. Један је од најзначајнијих извора традиционалних лекова међу пацифичким становништвом.
Ово јединствено јестиво воће дозрева током 8 месеци под тропским сунцем, a најбоље успева на незагађеном тлу вулканског порекла.  Структура је месната или у облику гела, има помало горкаст укус, a у дозрелом облику испушта лагано ужегли мирис. Када је зрео, врло је неугодног мириса и укуса. Постоји у народу изрека која каже да нони заиста користе само болесни људи јер здрав човек не може трпети његов грозни укус. Воће је лако сварљиво иако није укусно. Може се припремати сирово или кувано, али је ипак најукусније као сок. 
Нони се првобитно користио као лек за обољења коже. Данас се истражује његово деловање за велики број болести, нпр. колике, кашаљ, шећерну болест, болести јетре, опстипацију, мучнину, астму, артритис, рак, прехладу, грип, итд. Од нонија се користи лишће, воће, стабљика и корен, значи цела биљка. Данас се на тржишту налази најчешће воћни сок добијен из плода, a осим у облику сока, можемо га користити у облику крема, таблета, облога, чаја и тоника.

## Нони против тумора
Други значајан елемент нонија је дамнакантал. Он игра једну врсту улоге надзорника деобе станица и ткива и "не дозвољава" да се деоба отргне контроли. Пошто учествује у изградњи оптималног нивоа такозваних Т- и Б-станица, као и одбрамбених и лимфних станица, олакшава посао имунолошког система који је тако способан победити болест. Захваљујући садржају дамнакантала, нони одлично штити од малигних појава, односно успорава раст већ насталих тумора. Захваљујући адаптогеном деловању у стању је нормализовати станице које неправилно раде. Редовном употребом нонија много се доприноси ефикасној заштити од тумора.

## Против депресије и упала
Ксеронин и проксеронин имају изванредно антидепресивно деловање. Ове материје поспешују лучење ендорфина, чије ослобађање доводи до побољшања расположења. Осим тога смањују исцрпљујуће болове настале услед упале зглобова, при чему не изазивају зависност. Ксеронин покреће у организму механизам заштите од упала, а такође повећава отпорност на бактерије и вирусе. Због тога се нони препоручује свима који често обољевају од инфекција горњих дисајних путева.

## Нони код вежбања
Захваљујући богатом саставу аминокиселина, које поспешују развој мишића и уједно спречавају њихово разграђивање аминокиселина, нони је одличан за све оне који се баве неким спортом. Ово деловање се вишеструко испољава приликом редовног тренирања. Поред тога садржи и специјалне ствари које поспешују проток материја између ћелија, тако да имају регенеративно деловање.

## Против кардиоваскуларних обољења и за квалитетан сан
Скополетин подржава функцију штитне жлезде, повећава ниво серотонина и мелатонина у организму, спречавајући тиме промене расположења, односно повољно утиче на способност прилагођавања дневним променама и регулише проток сна. Нони омогућава опуштање артерија, чиме игра значајну улогу у смањењу високог крвног притиска насталог услед напетости и стреса. Пошто делује у побољшању прокрвљености ткива, смањује склоност ка настајању угрушака, чиме брани организам од инфаркта и од излива крви у мозак. Својим антиоксидативним деловањем чини одбрану од оксидације LDL-холестерола, значи има значајан допринос у превенцији од кардиоваскуларних обољења.